# Бордони, Фаустина
Фаустина Бордони-Хассе (итал. Faustina Bordoni; род. 30 марта 1697, Венеция, Венецианская республика — 4 ноября 1781, Венеция) — итальянская оперная певица (меццо-сопрано).
Воспитывалась под покровительством композитора Бенедетто Марчелло, на протяжении многих лет была на службе у курфюрста Курпфальца. Её оперный дебют состоялся на сцене в родной Венеции в опере «Ариодант» композитора Поллароло; в Венеции она пела до 1725 года, исполняя партии в самых известных операх. Интересно, что в 1719 году в Венеции произошла первая творческая встреча певицы с Куццони. Кто бы мог подумать, что не пройдет и десяти лет, как они станут участницами знаменитой междоусобной войны в Лондоне. В 1723 году впервые выступила в Германии, в 1725—1726 годах пела в Вене.
У Фаустины был голос меццо-сопрано, не столько чистый, сколько пронзительный. Её диапазон   был только от си-бемоль до G в Альте; но после этого времени она расширила его пределы вниз. Она обладала тем, что итальянцы называют un cantar granito; её исполнение было   блестящим.
Голос Бордони-Хассе отличался невероятной подвижностью. Никто, кроме неё, не мог повторять один и тот же звук с такой скоростью, а с другой стороны, она умела бесконечно выдерживать ноту.
Её дебют на лондонской сцене произошёл 5 мая 1726 года в роли Роксаны на премьере оперы Генделя «Александр». Позже она исполняла партии в различных операх Генделя на протяжении двух сезонов; 6 мая 1727 года после её очередного выступления даже произошли столкновения между её поклонниками и поклонниками Франчески Гуззони, её давней соперницы ещё со времён выступлений в Венеции. В 1728 году Бордони навсегда покинула Англию и начала успешно выступать в различных городах Германии и Италии, в том числе в родной Венеции. В 1730 году она вышла замуж за немецкого композитора Иоганна Адольфа Хассе, а в следующем году они оба были приглашены в Дрезден ко двору Августа Сильного, где Хассе оставался придворным композитором на протяжении тридцати лет, а Бордони пела по меньшей мере в пятнадцати операх на дрезденской сцене, но периодически ездила на гастроли в города Италии. В 1751 году ушла со сцены, но продолжала получать содержание от Августа III, преемника Августа Сильного, до его смерти в 1763 году. В том же году она вместе с мужем уехала в Вену, а в 1773 году вернулась в Венецию, где умерла в богатстве и благополучии. Похоронена в церкви Сан-Маркуола в Венеции.
Оперу «Фаустина Хассе» написал композитор Людвиг Шуберт (1879). 

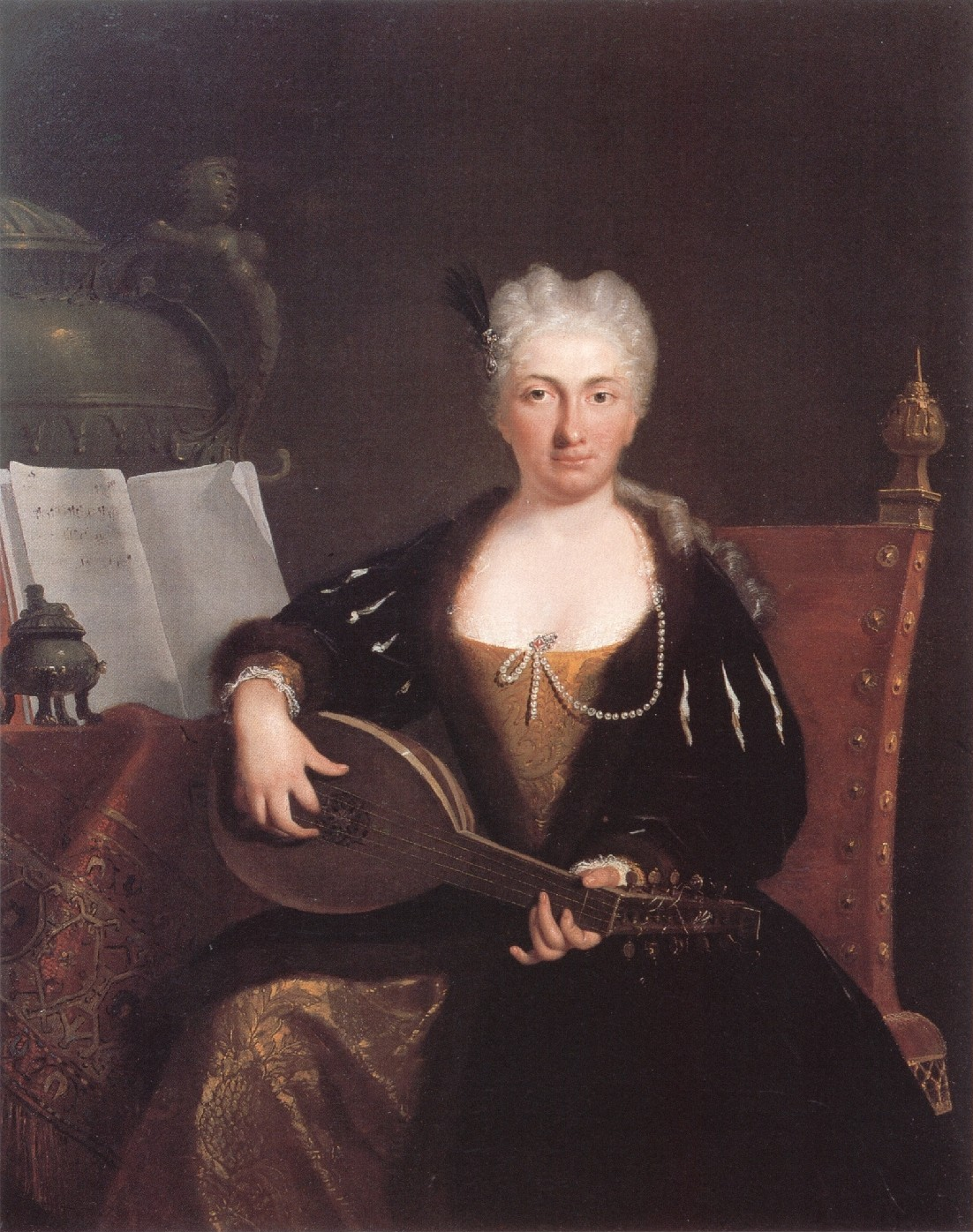
Портрет Фаустины Бордони, ок. 1730